# Marmaroglypha fasciata
Marmaroglypha fasciata är en skalbaggsart som först beskrevs av Francis Polkinghorne Pascoe 1869.  Marmaroglypha fasciata ingår i släktet Marmaroglypha och familjen långhorningar. Inga underarter finns listade i Catalogue of Life.